# Namalycastis kartaboensis
Namalycastis kartaboensis är en ringmaskart som först beskrevs av Treadwell 1926.  Namalycastis kartaboensis ingår i släktet Namalycastis och familjen Nereididae. Inga underarter finns listade i Catalogue of Life.